# Trofeu Torí-Biella
El Trofeu Torí-Biella és una competició ciclista italiana d'un sol dia que es disputa entre Torí i Biella, al Piemont. Creada al 1940, va estar reservada a ciclistes amateurs o semi-professionals. Des del 1997 es va passar a conèixer com a Giro a la Província de Biella, al tenir l'origen i final a Biella, i el 2005 va entrar al calendari de l'UCI Europa Tour.
A partir del 2011 va estar reservada a ciclistes de categoria júnior i més tard ampliada als sub-23.

## Palmarès Torí-Biella
| - 1940: Antonio Covolo - 1941: Antonio Bevilacqua - 1942: Luciano Succi - 1943: Primo Volpi - 1946: Giuseppe Ausenda - 1947: Alfredo Pasotti - 1948: Euro Giacomelli - 1949: Illes Casaschi - 1950: Andrea Carrea - 1951: Cesare Olmi - 1952: Elso Gabiano - 1953: Bruno Umidio - 1954: Giorgio Godio - 1955: Remo Bertorelli - 1956: Roberto Di Credico - 1957: Angelo Branca - 1958: Antonio Callegher - 1959: Giambattista Mana | - 1960: Pasquale Zerbetto - 1961: Giorgio Zancanaro - 1962: Remo Stefanoni - 1963: Silvio Boni - 1964: Roberto Bonetto - 1965: Vittorio Adorno - 1966: Tommaso Giroli - 1968: Francesco Desajmonet - 1969: Alberto Bogo - 1970: Franco Foresti - 1971: Franco Peruzzo - 1972: Giuseppe Magni - 1973: Gabriele Mirri - 1974: Domenico Rossi - 1975: Alan Spokes - 1976: Gianluigi Carretta - 1977: Franco Preda - 1978: Giuseppe Parente | - 1979: Pierpaolo Prato - 1980: Giovanni Fedrigo - 1981: Francesco Caneva - 1982: Domenico Cavallo - 1983: Claudio Cerri - 1984: Luigi Lo Campo - 1985: Orlando Dal Molin - 1986: Roberto Mich - 1987: Marco Lietti - 1988: Giovanni Farina - 1989: Ferdinando Rambaudo - 1990: Alberto Passera - 1991: Roberto Giucolsi - 1992: Daniele Ferrario - 1993: Diego Pellegrini - 1994: Francesco Secchiari - 1995: Matteo Frutti - 1996: Enrico Bonetti |

## Palmarès Torí-Biella - Giro a la Província de Biella
| Any  | Vencedor              | Segon              | Tercer                 |
| ---- | --------------------- | ------------------ | ---------------------- |
| 1997 | Fabio Balzi           | Emanuele Lupi      | Matteo Panzeri         |
| 1998 | Isidoro Colombo       | Gianluca Tonetti   | Igor Pugaci            |
| 1999 | Alessandro Romio      | Mirko Marini       | Cristian Gobbi         |
| 2000 | Mikhaylo Khalilov     | Dimitri Dementiev  | Davide Griso           |
| 2001 | Massimiliano Martella | Federico Berta     | Denis Bondarenko       |
| 2002 | Luca Solari           | Ezio Casagrande    | Dean Podgornik         |
| 2003 | Federico Berta        | Sergio Ghisalberti | Roman Radchenko        |
| 2004 | Marco Osella          | Aleksandr Efimkin  | Drasutis Stundzia      |
| 2005 | Denis Shkarpeta       | Aleksandr Efimkin  | Ruslan Gryshchenko     |
| 2006 | Devid Garbelli        | Ashley Humbert     | Alessandro Raisoni     |
| 2007 | Giuseppe De Maria     | Vitaliy Buts       | Marco Cattaneo         |
| 2008 | Diego Ulissi          | Alessandro Colo    | Daniele Ratto          |
| 2009 | Alessandro De Marchi  | Manuele Caddeo     | Mattia Barabesi        |
| 2010 | Riccardo Pichetta     | Maurizio Gorato    | Axel Domont            |
| 2011 | Davide Busuito        | Jure Miskulin      | Andrea Rivetti         |
| 2012 | Niccolò Pacinotti     | Oliviero Troia     | Alberto Marengo        |
| 2013 | David Per             | Lorenzo Rota       | Matic Šafaric Kolar    |
| 2014 | Yuri Colonna          | Giovanni Pedretti  | Marco Galimberti       |
| 2015 | Edward Ravasi         | Nicolò Lavazza     | Davide Pacchiardo      |
| 2016 | Edward Ravasi         | Seid Lizde         | Leonardo Basso         |
| 2017 | Luca Raggio           | Antonio Zullo      | Aurélien Paret-Peintre |